# Église Saint-Pierre de Rotselaar
L'église Saint-Pierre (Sint-Petruskerk ou Sint-Pieterskerk en néerlandais) est une église de style gothique et néogothique située à Rotselaar, commune belge située en Brabant flamand.

## Localisation
L'église paroissiale gothique et néogothique, nommée Sint-Petruskerk ou Sint-Pieterskerk en néerlandais, est située au centre de Rotselaar, entre la Dorpsplein (place du Village) et la Provinciebaan (chaussée provinciale).

## Historique
La fondation de l'église peut être située au Xe ou  XIe siècle.
Le noyau de la tour romane, daté de la seconde moitié du XIe siècle, subsiste caché dans l'actuelle tour occidentale. 
Une église gothique est construite vers 1500 mais, vu son état de délabrement, elle est démolie en 1834 à l'exception de la tour ouest. Elle est remplacée en 1846-1848 par l'église néogothique actuelle en briques et grès ferrugineux, construite par l'architecte bruxellois Joseph Dumont. Le cahier des charges du 27 janvier 1844 prévoyant la récupération des matériaux de démolition encore utilisables et de la grande fenêtre du XVIe siècle de la chapelle Saint-Antoine, cette fenêtre est alors replacée dans la façade occidentale,.
L'église néogothique nécessite une restauration dès 1873. Elle subit ensuite des réparations en 1948,  en raison des dégâts causés par la Seconde Guerre mondiale, puis des travaux de peinture à l'intérieur en 1973 et 1998.

## Classement
L'église fait l'objet d'un classement au titre des monuments historiques depuis le 4 février 1999 sous la référence 1194 et figure à l'inventaire du patrimoine immobilier de la Région flamande  (Inventaris Onroerend Erfgoed) sous la référence 42695.

## Architecture

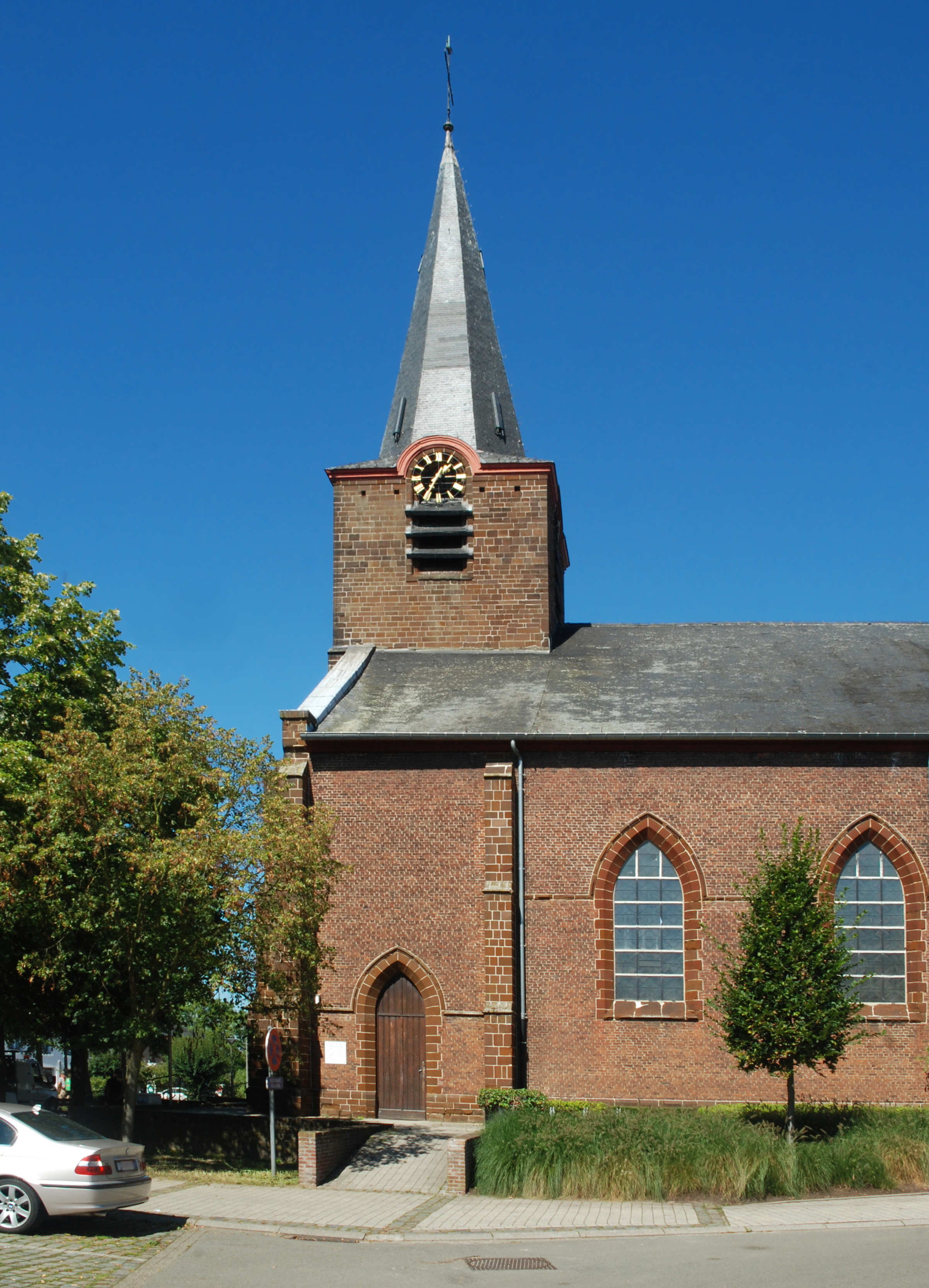
La tour vue du sud.
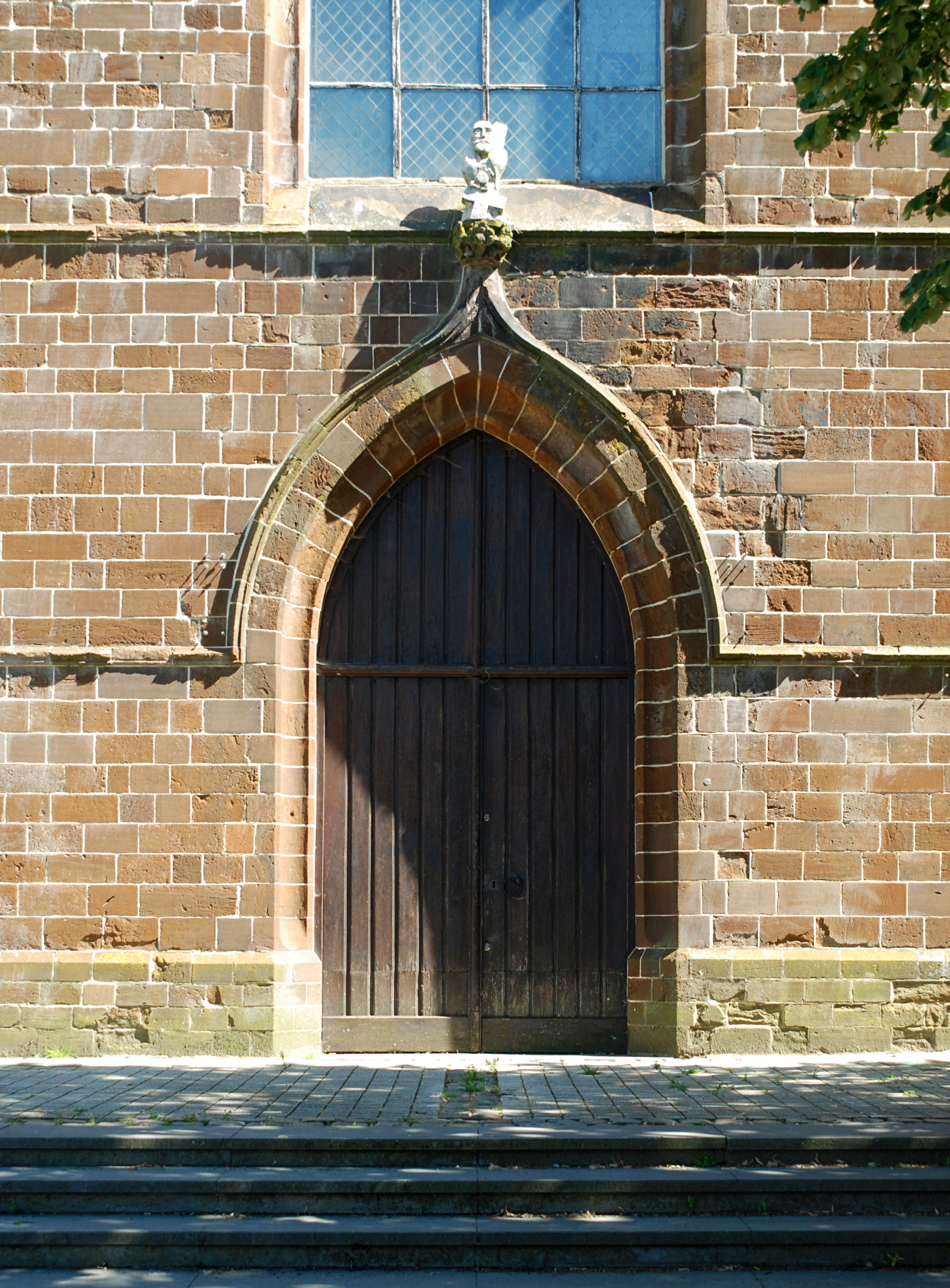
Le portail.
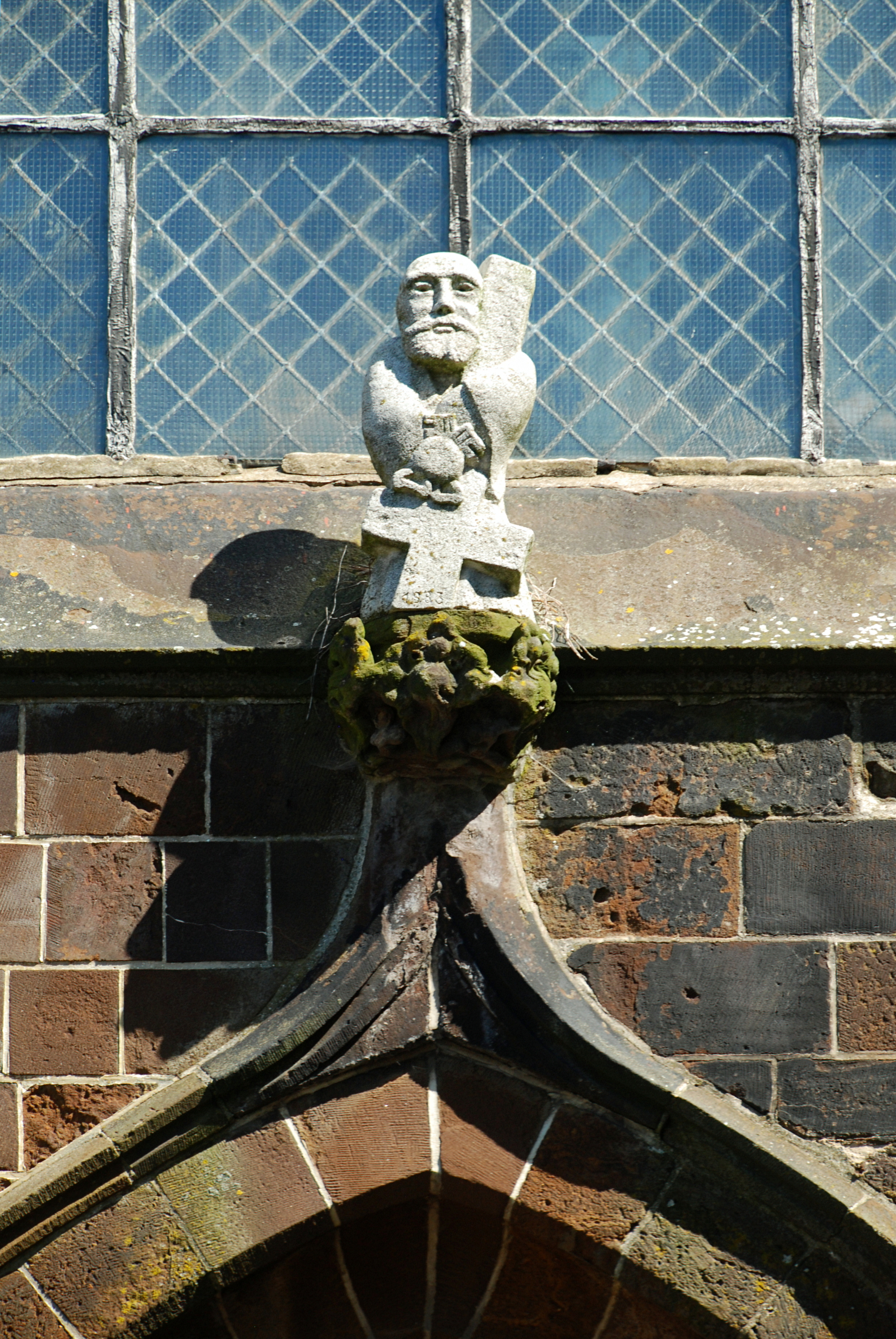
Le fleuron du portail et la statue de saint Pierre.
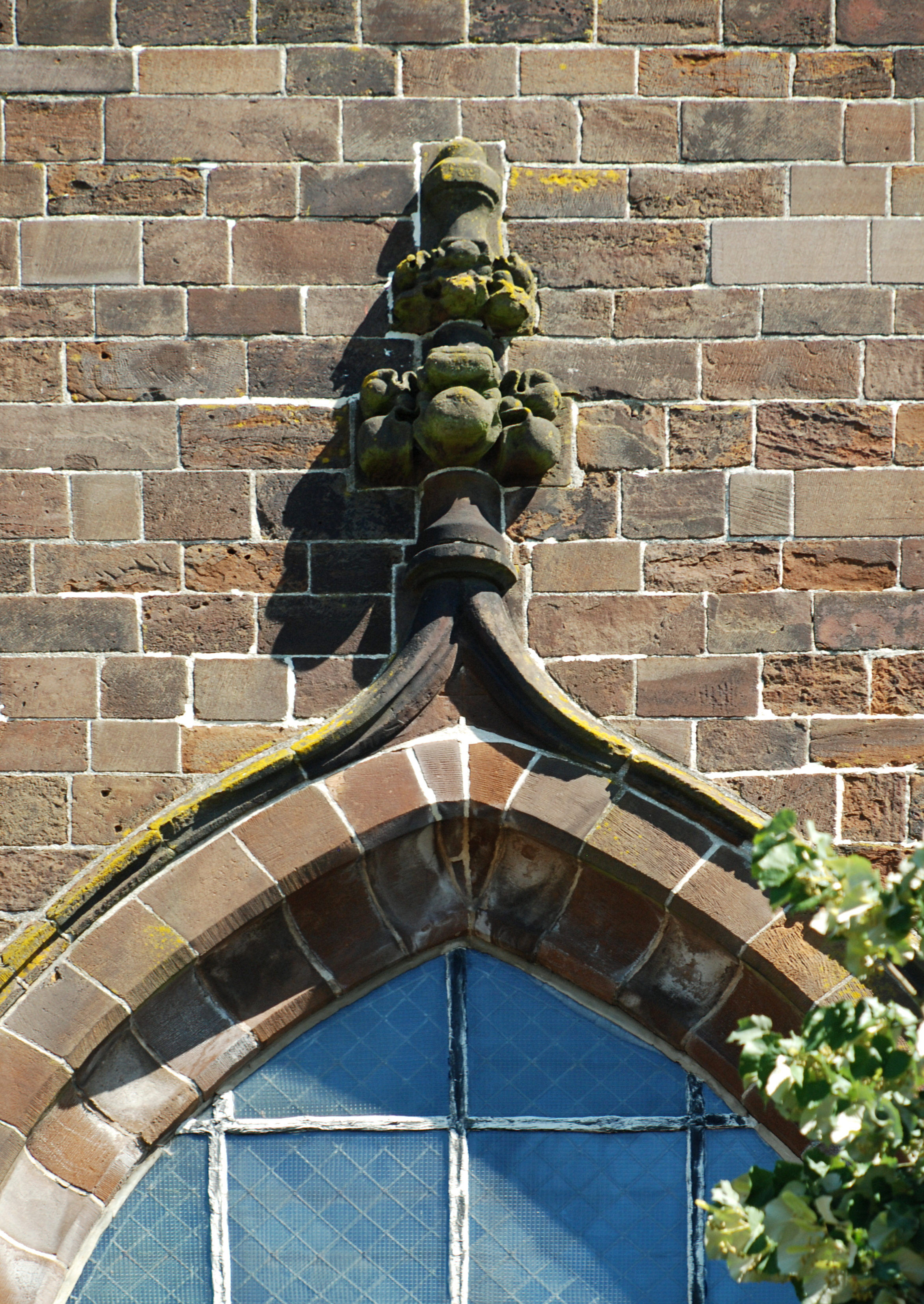
Le fleuron de la fenêtre de la tour.
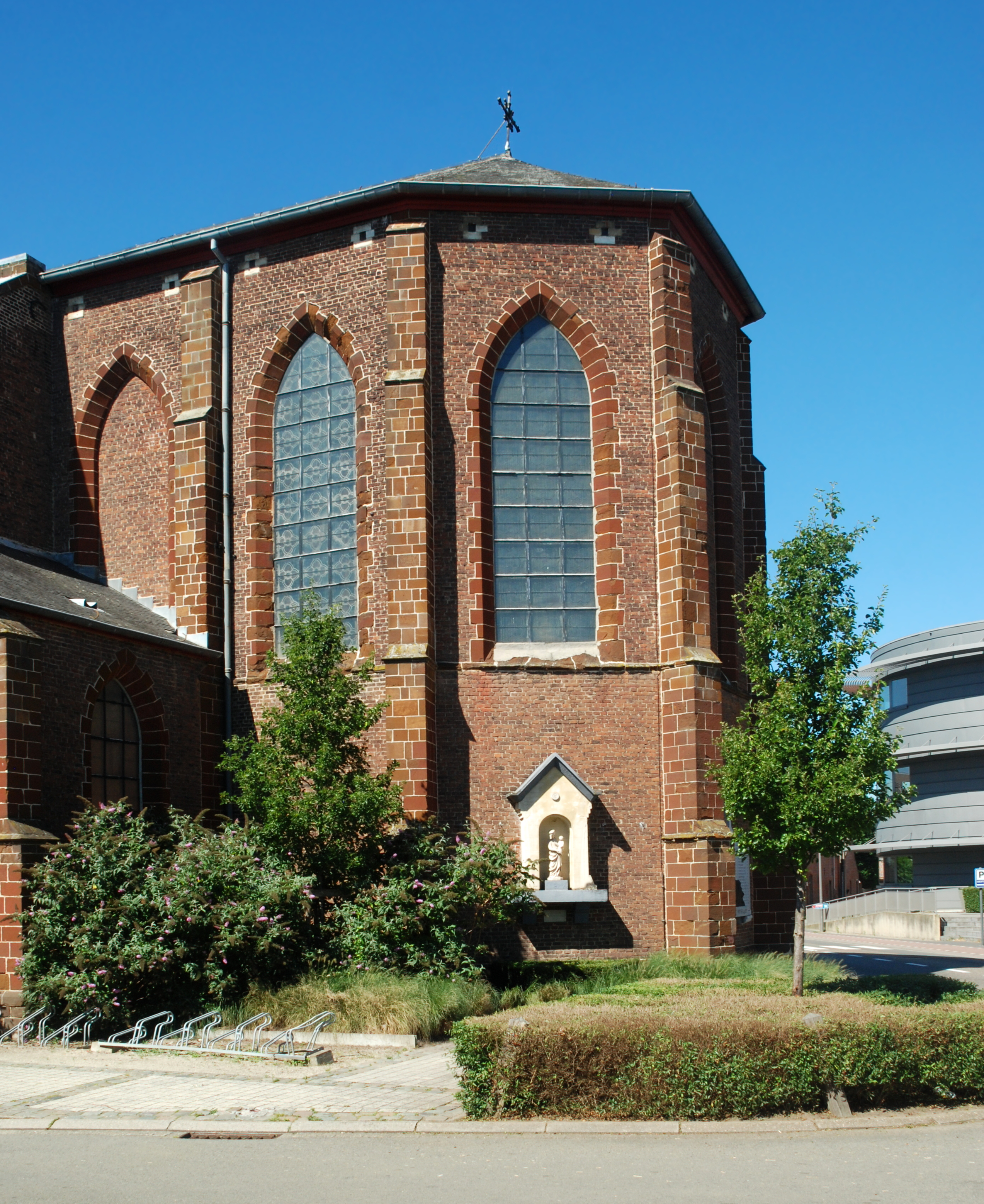
Le chevet.